# Kid City (website)
Kid City was een Belgische website voor kinderen die werd opgestart in 1998 door Eduline, een samenwerkingsverband tussen Uitgeverij Averbode en Proximus Skynet. Het doel was het maken van educatieve content voor kinderen uit de lagere school, oftewel de leeftijdscategorie van 6 tot 12 jaar. In 2004 kocht Skynet het 50-procent belang over van Averbode waardoor zij de volledige eigenaar werd van Kid City. Hun doel met deze aankoop was toen vooral om een betere integratie te creëren tussen beide websites. De website kon toen rekenen op 120.000 unieke bezoekers per maand.
Het doel van de website was om een veilige online "stad" te creëren waar kinderen verschillende activiteiten konden doen zoals spelletjes spelen of zichzelf informeren. Geregeld werden wedstrijden gehouden. Twee keer per week startte de website op vaste tijdstippen een "debat" over zaken die kinderen bezighouden, zoals idolen, leven na de dood, of geweld op tv.
In oktober 2006 lanceerde Skynet de onlinezender Kid City TV.

## De inwoners en hun huizen
Kid City was vormgegeven als stad met verschillende gebouwen en personages. Elk gebouw had zijn eigen functie of thema
- Het Stadhuis (inschrijving & profielbeheer)
- Kid city Palace (een eigen "kamer" inrichten)
- Het Clubhuis
- De Discokeet (muziek)
- 't Sportkot (sport)
- Het Natuurpark (natuur en dieren)
- T&M shop (fashion & shopping)
- Postkantoor (mailbox en andere sociale functies)
- TV-studio (televisie)
- Cinema (films)
- Underground (cybersoap)
- Station (reizen)
- Casino (spelletjes)
- In De Puree (voedsel en koken)
- Cybercafé
- Bibliotheek (boeken)
- Het stille hoekje (gastenboek & poëzie)
- Explorian
- Kid City Bank
- Bellewaerde
- Striptoren